# HMNB Clyde
La HMNB Clyde (Base navale di Sua Maestà del Clyde), chiamata anche HMS Neptune, è una delle tre basi operative della Royal Navy britannica insieme a Devonport e Portsmouth. È anche sede del comando della marina in Scozia ed è nota per essere la base dei sottomarini armati con il deterrente nucleare britannico, i Vanguard.
HMNB Clyde si trova sulla riva est del Gare Loch nell'area di Argyll e Bute, a nord del Firth of Clyde e a circa 25 miglia ad ovest della città di Glasgow. La base comprende vari siti separati, tra cui i più importanti sono:
- Faslane, a 25 miglia da Glasgow;
- RNAD (Royal Naval Armaments Depot, Reale deposito di armamenti navali) Coulport, vicino a Loch Long, 8 miglia ad ovest di Faslane.

Faslane è anche un sito operativo della Defence Equipment and Support, braccio operativo e di supporto del Ministero della Difesa.